# Thành Hwaseong
Hwaseong (Hangul: 화성; Hanja: 華城; Hán Việt: Hoa Thành) là một pháo đài bao quanh trung tâm thành phố Suwon, thủ phủ của tỉnh Gyeonggi, Hàn Quốc. Nó được xây dựng từ năm 1794 đến 1796 bởi vua Triều Tiên Chính Tổ để vinh danh và chứa những di vật của cha mình là Trang Hiến Thế Tử, người đã bị vua cha là Triều Tiên Anh Tổ buộc tử. Pháo đài này nằm cách 30 kilômét (19 mi) về phía nam của Seoul bao quanh phần lớn khu vực trung tâm của Suwon, gồm cung điện Haenggung của vua Chính Tổ. Pháo đài và cung điện đã được UNESCO công nhận là di sản thế giới từ năm 1997.

## Bối cảnh
Vua Triều Tiên Chính Tổ cho xây dựng pháo đài này để chuẩn bị cho việc rời đô từ Seoul đến Suwon. Suwon được dự định sẽ là vị trí chiến lược để kết nối Seoul với Biển Tây (Hoàng Hải) và Trung Quốc. Nhà vua muốn rời khỏi cuộc xung đột phe phái trong triều đình để tiến hành cải cách và tin rằng, Suwon có tiềm năng phát triển thành một thủ đô mới thịnh vượng hơn. Để khuyến khích tăng trưởng, ông ra lệnh cho mọi người chuyển đến Suwon với việc cắt giảm chi phí sinh hoạt đáng kể và miễn thuế cho họ trong mười năm. Ngoài ra, ông cũng đã ra lệnh cho xây dựng các công trình công cộng, chẳng hạn như các cơ sở giáo dục để tạo điều kiện tốt hơn.

## Xây dựng
Pháo đài được xây dựng trong khoảng hai năm rưỡi, từ 1794 đến 1796 theo thiết kế của kiến trúc sư Jeong Yakyong, người sau này trở thành một nhà lãnh đạo nổi tiếng của phong trào Silhak. Silhak có nghĩa là học tập thực tế, khuyến khích sử dụng khoa học và công nghiệp, và vị kiến trúc sư này đã kết hợp các thiết kế pháo đài từ Hàn Quốc và Trung Quốc cùng với khoa học đương đại vào thiết kế của mình. Việc sử dụng gạch làm vật liệu xây dựng cho pháo đài và sử dụng ròng rọc, cần cẩu một cách hiệu quả cũng là do ảnh hưởng của Silhak.
Việc xây dựng pháo đài cũng là hành động để phản ứng lại trước những thất bại của nhà Triều Tiên trong cuộc xâm lược của Nhật Bản. Vào thời điểm đó, mô hình xây dựng pháo đài phổ biến ở Hàn Quốc là tạo ra một bức tường đơn giản cho thành phố hoặc thị trấn, và một pháo đài núi riêng biệt mà người dân có thể sơ tán khi có chiến tranh. Tuy nhiên, pháo đài này được xây dựng bao gồm các yếu tố của một bức tường, pháo đài phòng thủ, trung tâm thị trấn, bốn cổng chính được sử dụng làm cổng ra vào thị trấn. Các bệ phóng tên được xây dựng dọc theo thành lũy với lan can và lỗ châu mai giúp việc phòng thủ dễ dàng, trong khi bức tường cũng có nhiều cửa bí mật cho việc tấn công.
Pháo đài đã mất 700.000 giờ công để xây dựng và tiêu tốn 870.000 nyang, đơn vị tiền tệ vào thời điểm đó và 1500 bao gạo để trả cho công nhân. Trước đây, công việc của triều đình được thực hiện bằng việc sưu dịch, nhưng trong trường hợp này, công nhân được trả tiền, một dấu hiệu khác của ảnh hưởng Silhak.

## Hình ảnh

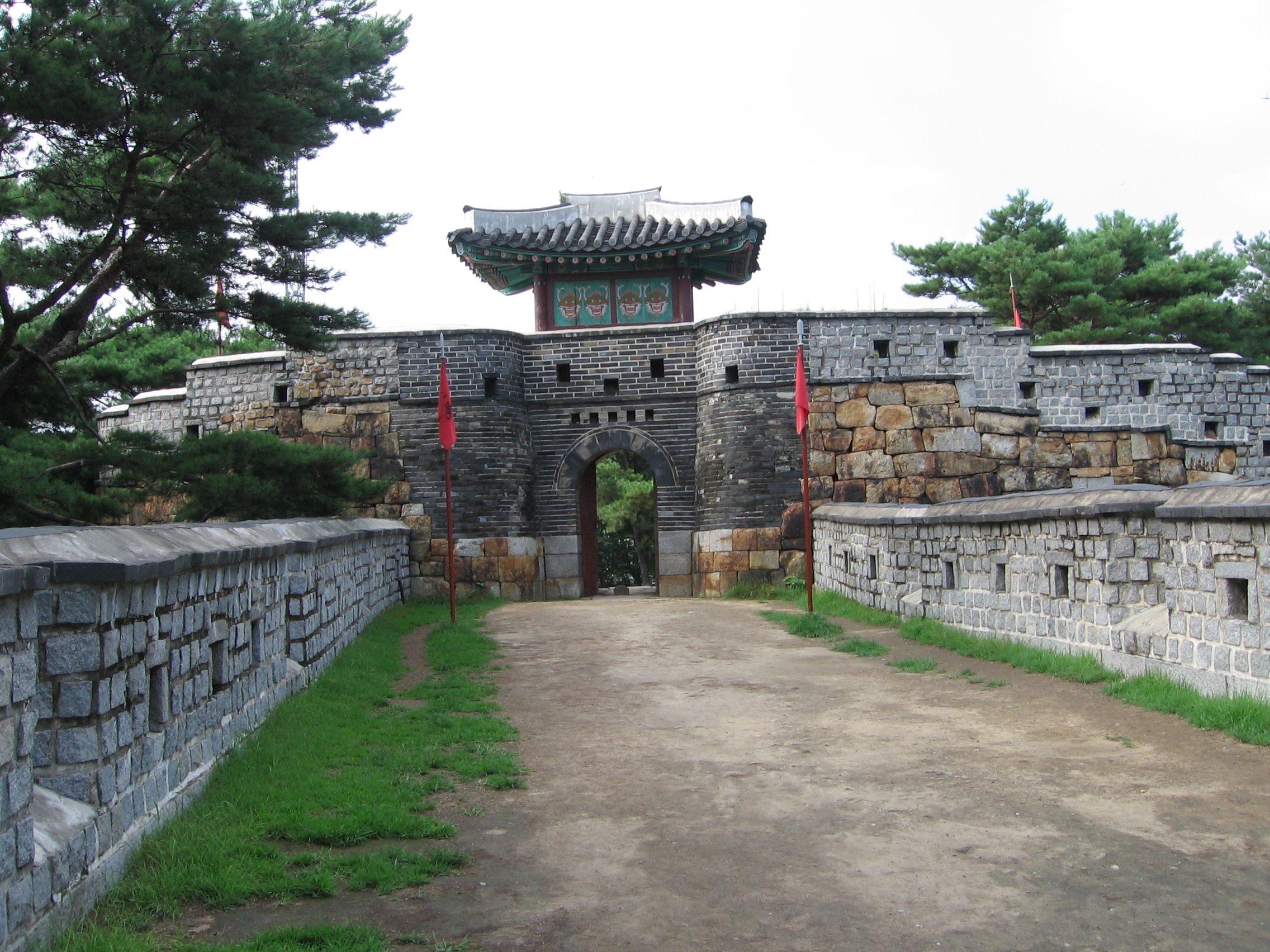
Một cổng.
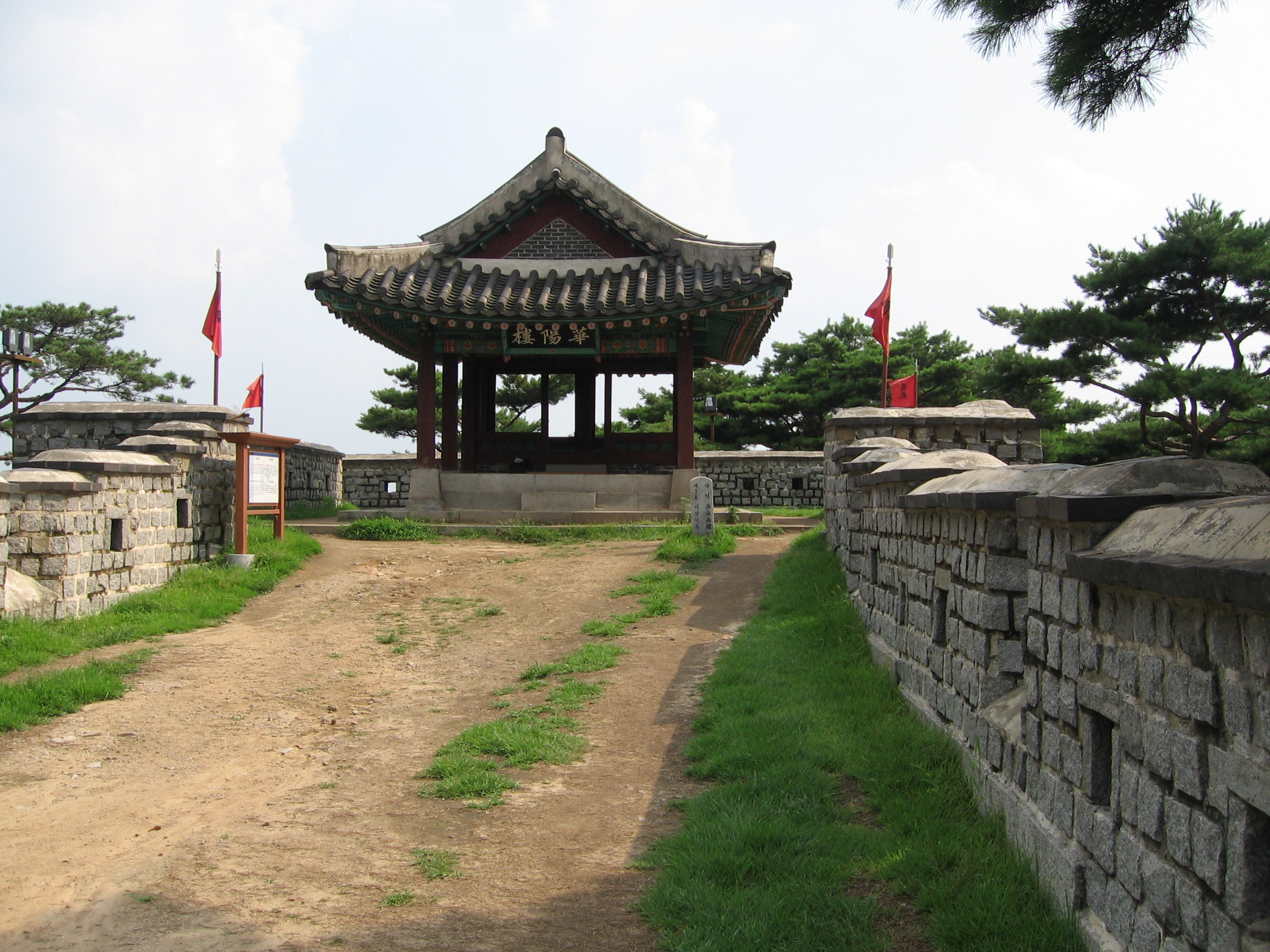
Một tháp canh.
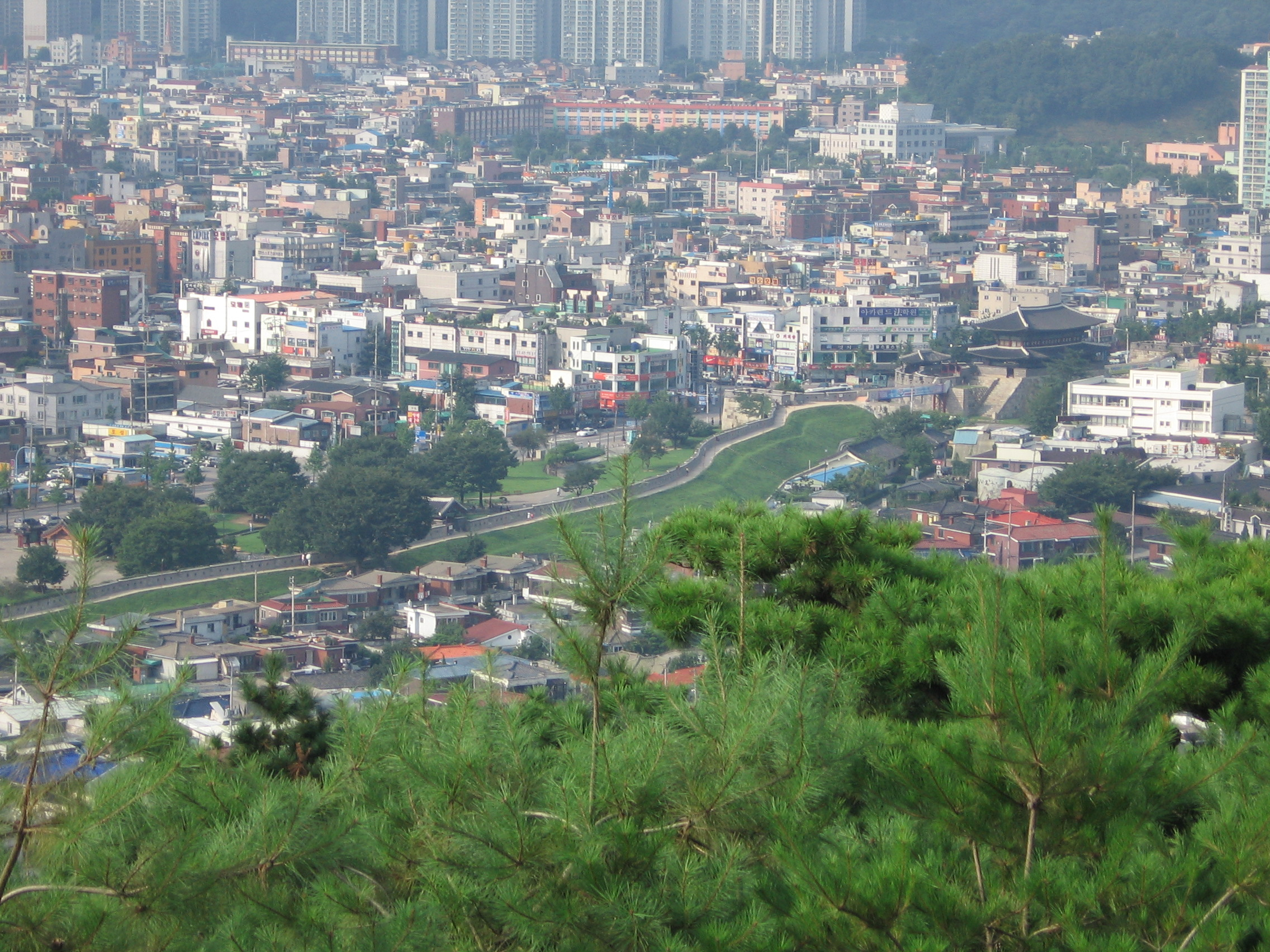
Suwon nhìn từ thành pháo đài.
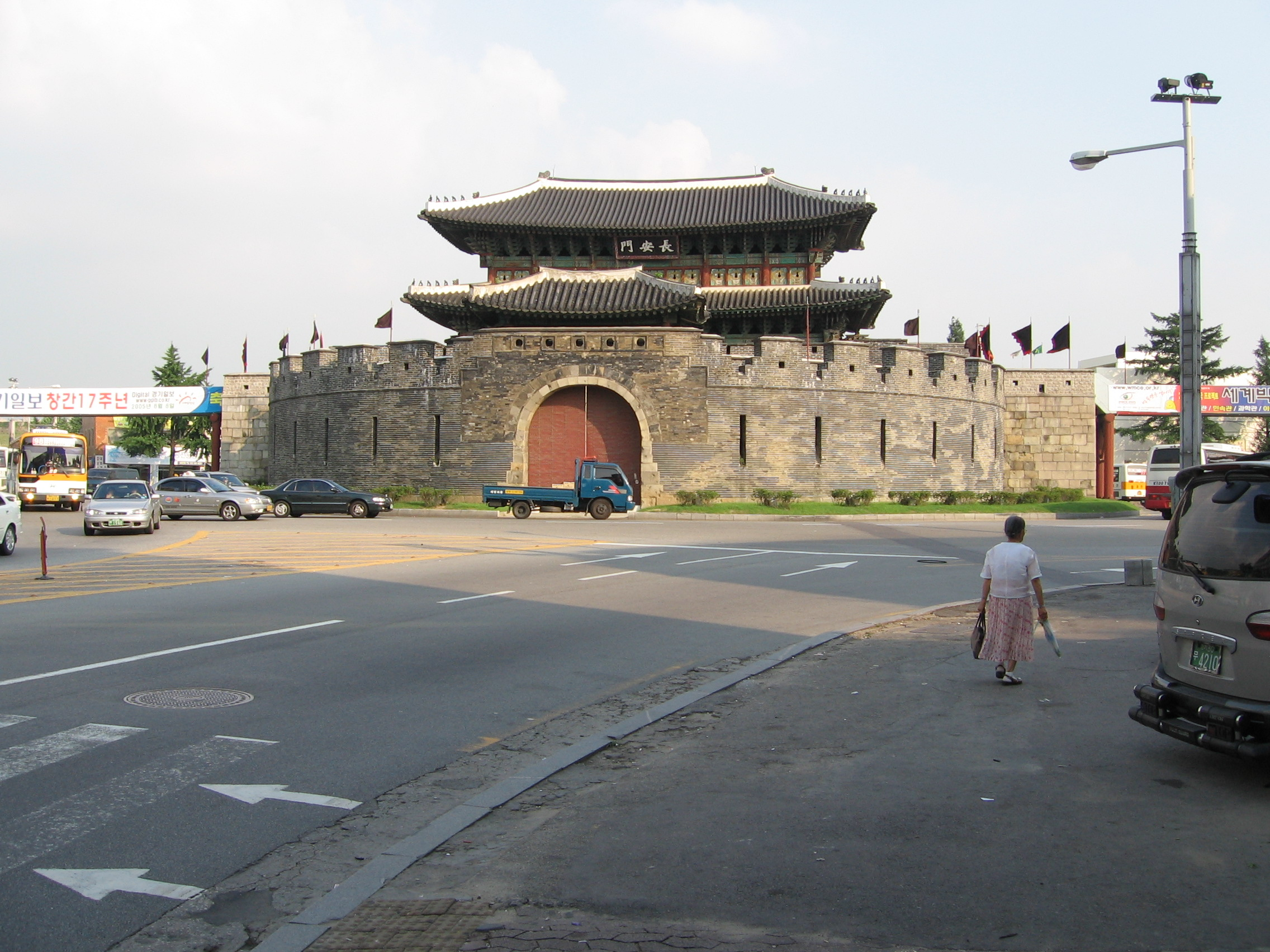
Janganmun, cổng bắc, là cổng lớn nhất của thành. Thành Ongseong nằm trước cổng được thiết kế để bảo vệ cổng.
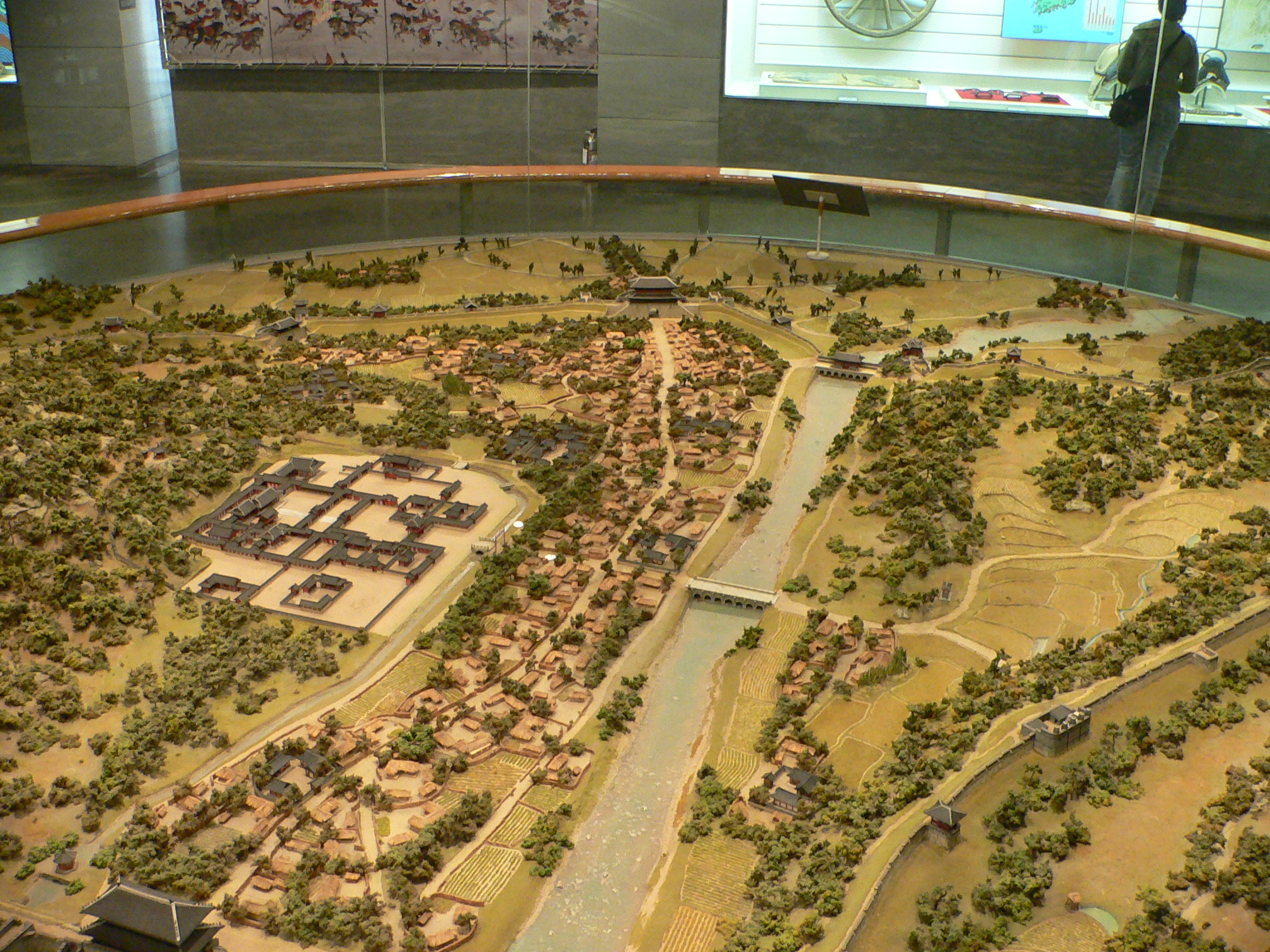
Một mô hình thành Hwaseong và hoàng cung ở Suwon.
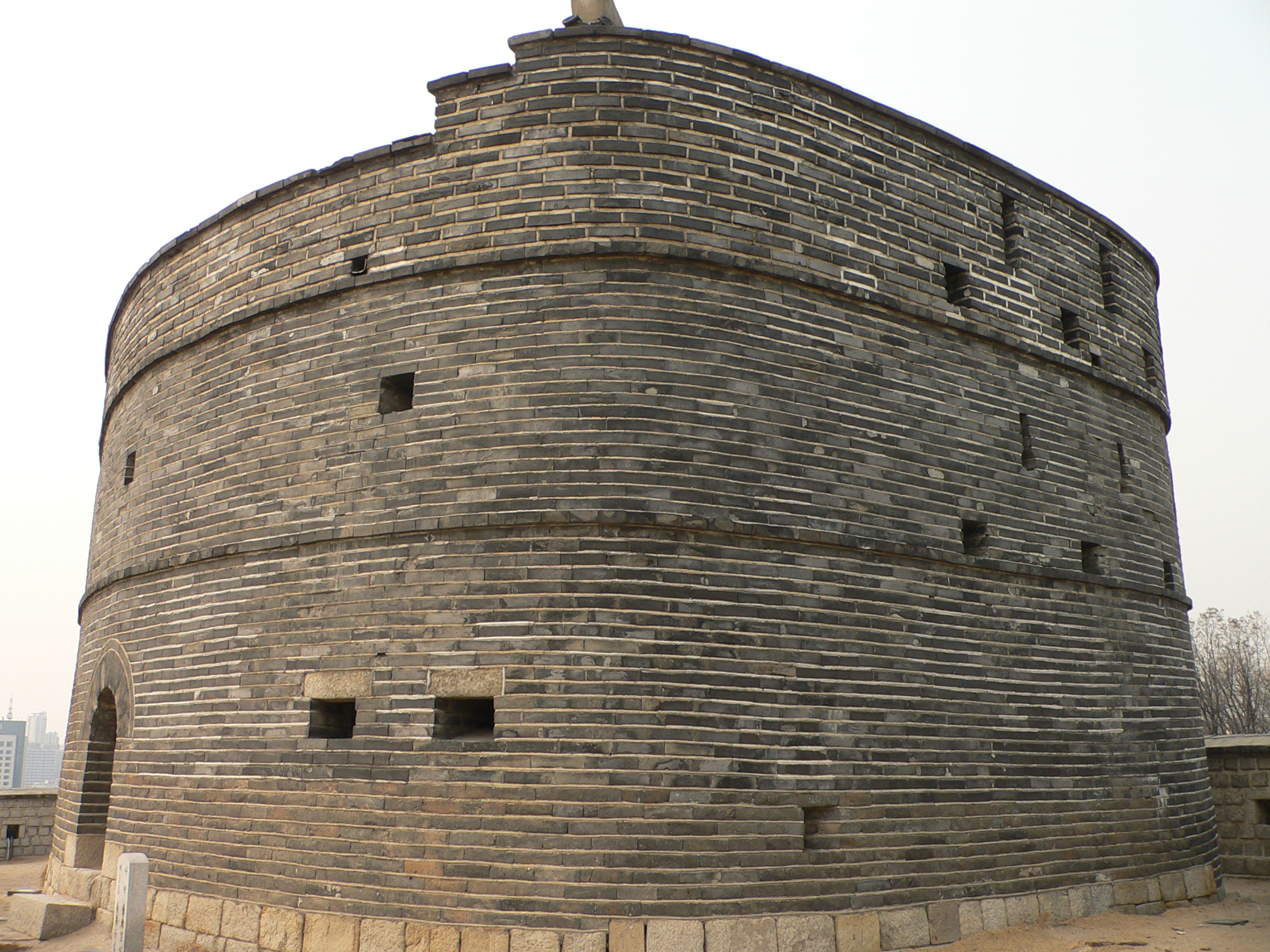
Một trạm bắn tên lửa và tháp canh thứ hai.
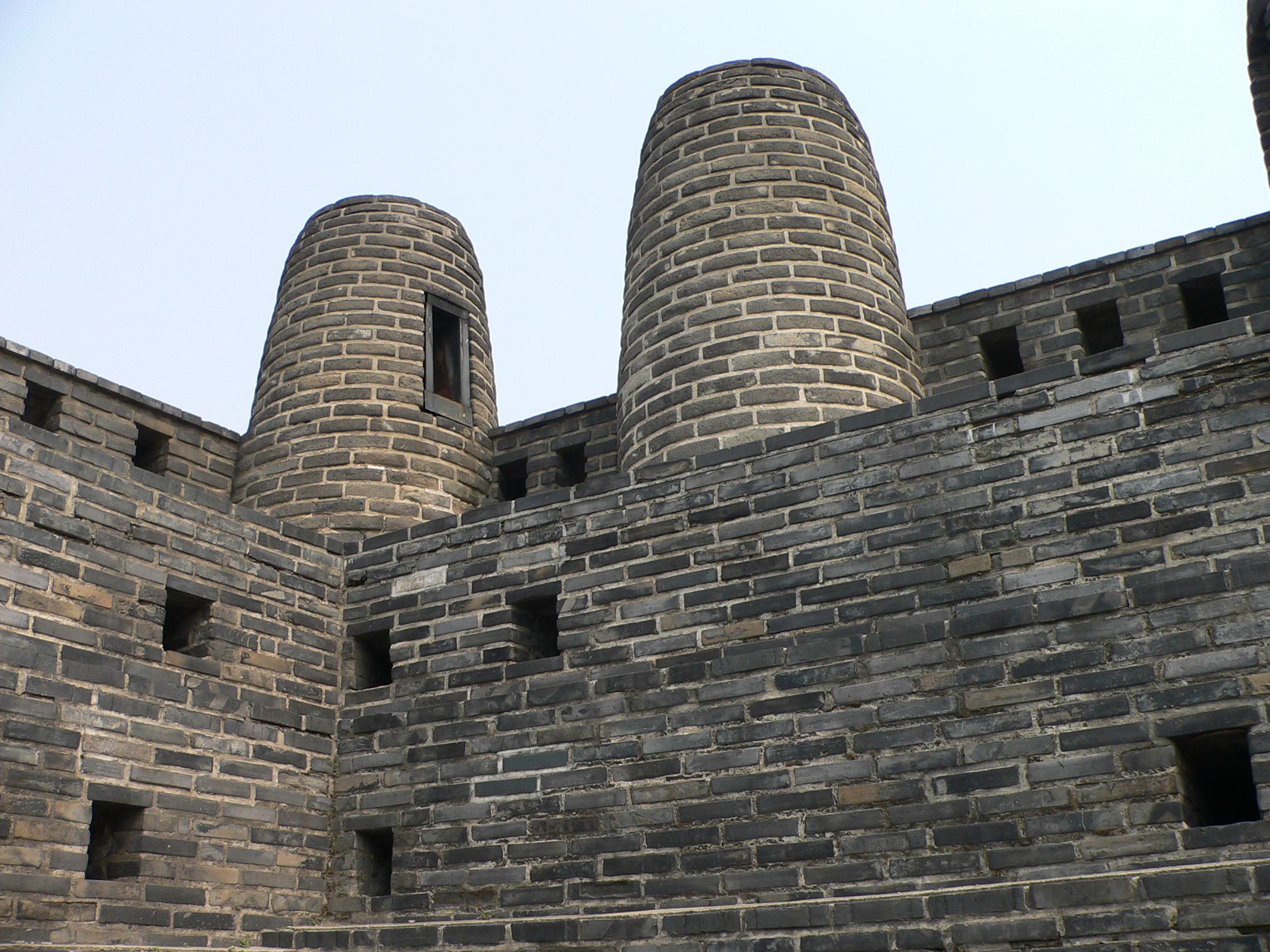
Two of the five signal chimneys.
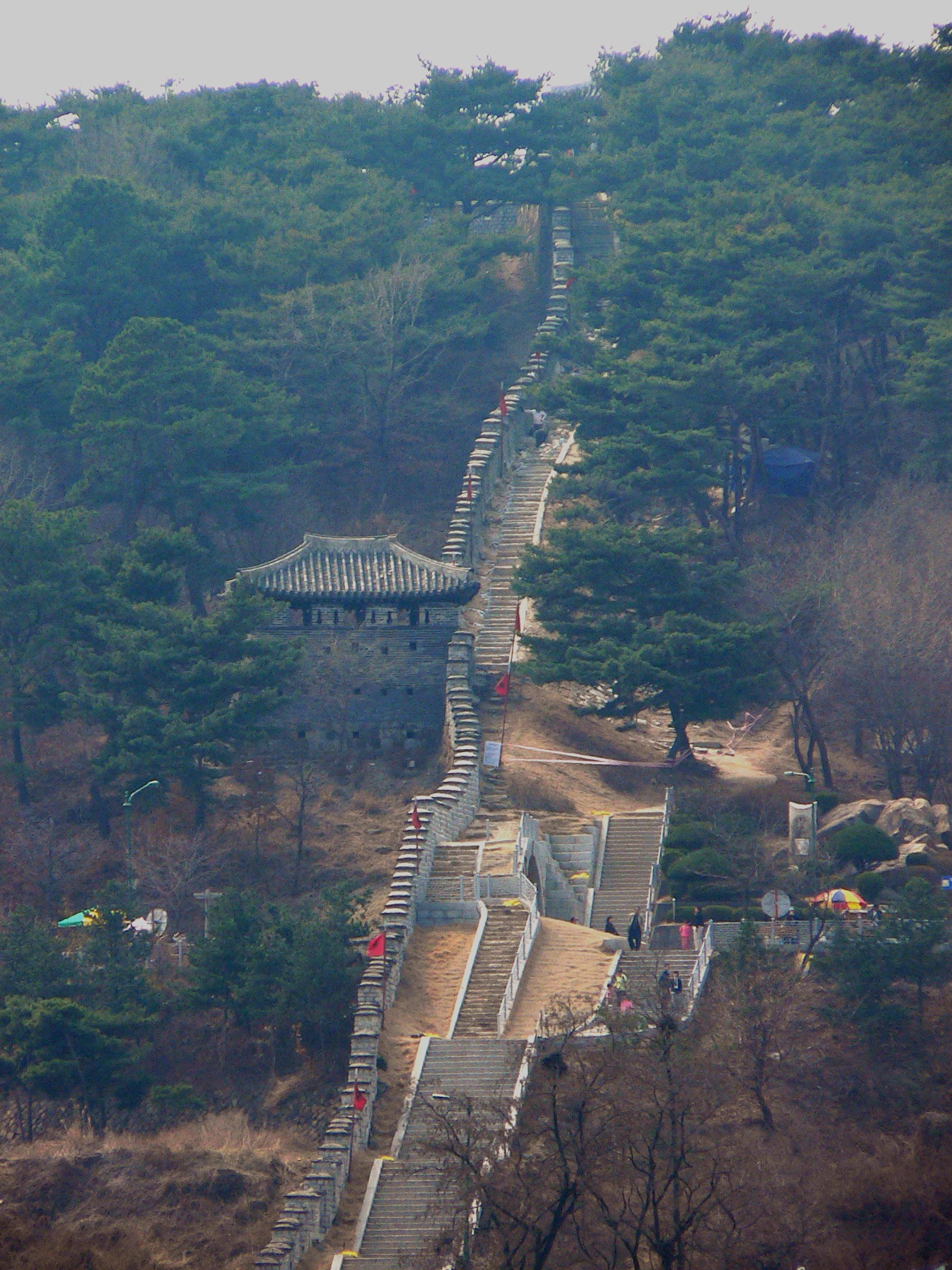
Một phần thành.
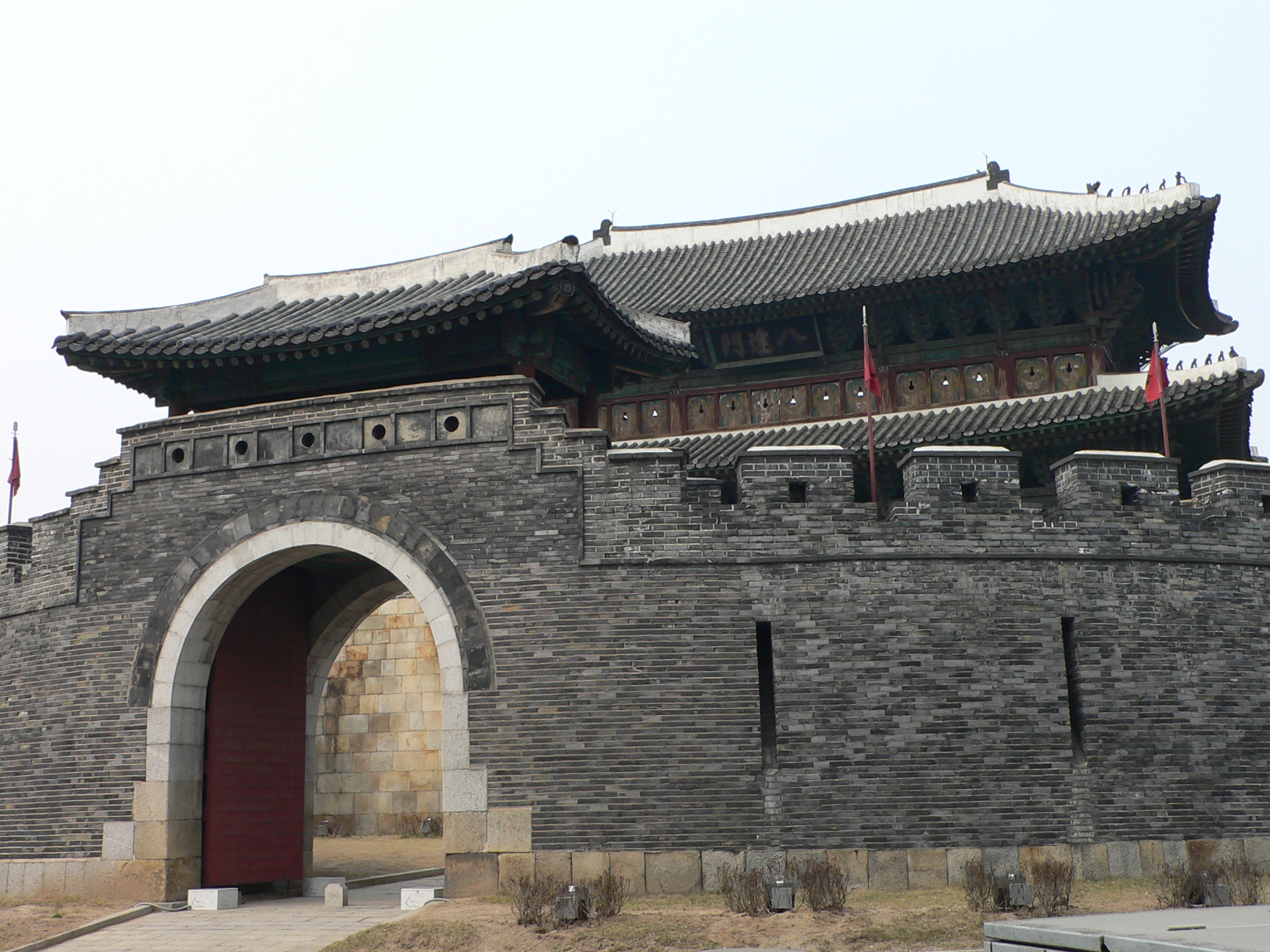
Một trong 4 cổng chính.
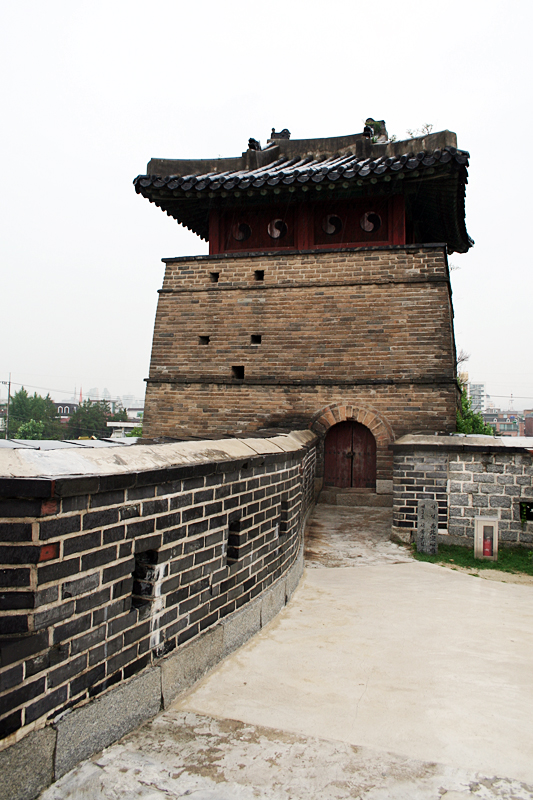
Một trong hai tháp canh còn lại.
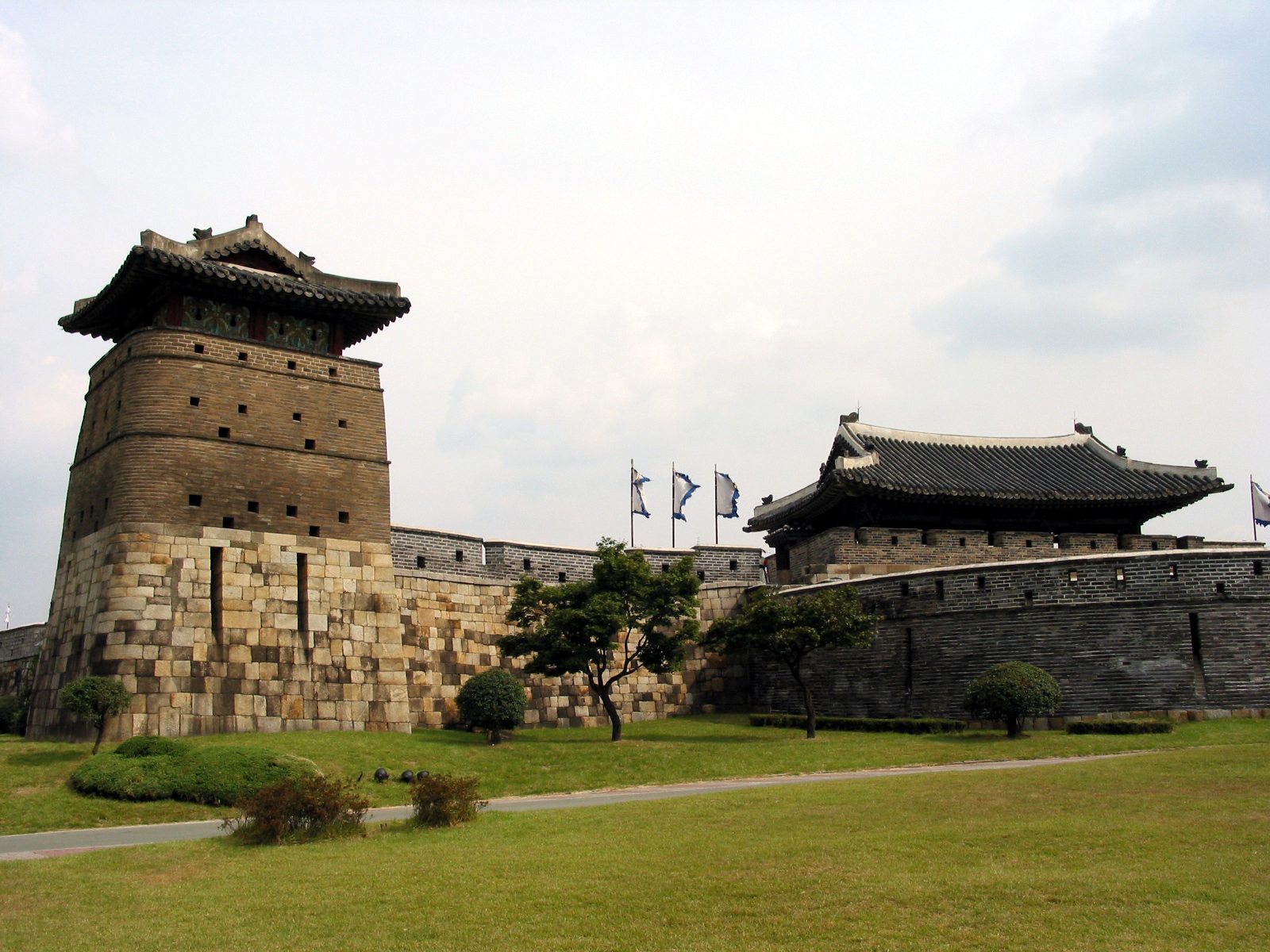
Mặt trước của cổng tây và tháp canh.